# Alto Selva Alegre (distrito)
O Distrito peruano de Alto Selva Alegre é um dos vinte e nove distritos que formam a Província de Arequipa, situada no Departamento de Arequipa, pertencente a Região Arequipa, Peru.

## Transporte
O distrito de Alto Selva Alegre é servido pela seguinte rodovia:
- AR-116, que liga o distrito de Cerro Colorado à cidade de Yura[1][2][3]